# فرودگاه لینستر
فرودگاه لینستر (به انگلیسی: Leinster Airport) یک فرودگاه همگانی با کد یاتا LER است که یک باند فرود آسفالت دارد و طول باند آن ۱۸۰۰ متر است. این فرودگاه در کشور استرالیا قرار دارد و در ارتفاع ۴۹۷ متری از سطح دریا واقع شده است.